# Torula ligniperda
Torula ligniperda är en svampart som först beskrevs av Heinrich Moritz Willkomm, och fick sitt nu gällande namn av Pier Andrea Saccardo 1906. Torula ligniperda ingår i släktet Torula, divisionen sporsäcksvampar och riket svampar.   Inga underarter finns listade i Catalogue of Life.